# George Foreman
George Edward Foreman (født 10. januar 1949 i Marshall, Texas, død 21. marts 2025 i Houston, Texas) var en amerikansk bokser og to gange verdensmester i sværvægt. Han var også en succesfuld forretningsmand og kristen præst. George Foremans kaldenavn var Big George.

## Amatørkarriere
George Foreman debuterede som amatørbokser, da han i december 1966 tabte til Max Briggs. To måneder senere i februar 1967 senere vandt han The San Francisco Examiner’s Golden Gloves turnering i juniorklassen. Senere samme måned stillede han op i seniorklassen ved Las Vegas Golden Gloves, og vandt turneringen. Sejren ved Las Vegas Golden Gloves gav adgang til den nationale Golden Gloves turnering i marts 1967, hvor Foreman nåede finalen, som han imidlertid tabte.
I februar 1968 vandt Foreman atter The San Francisco Examiner’s Golden Gloves turnering, denne gang i seniorklassen. I marts 1968 deltog Foreman i de officielle amerikanske amatørmesterskaber (National AAU), hvor han med 4 sejre (3 på knockout) blev kåret som amerikansk amatørmester i sværvægt mindre end halvandet år efter han påbegyndte sin amatørkarriere.
AAU titlen førte til udtagelse til de Olympiske Lege, der i 1968 blev afholdt i Mexico City. Før Sommer-OL 1968 havde Foreman en beskeden rekordliste, der alene talte 20 kampe, hvoraf de 4 var tabt, men Foreman havde på dette tidspunkt som 19-årig imponeret med sin betydelige slagkraft.
Foreman blev i første runde matchet mod den rutinerede polak Lucjan Treia og vandt med dommerstemmerne 4-1. Den ungarske dommer ville tildele polakken sejren. I kvartfinalen stoppede Foreman rumæneren Ion Alexe i 3. omgang, og i semifinalen slog Foreman italieneren Bambini ud i 2. omgang. I finalen den 26. oktober 1968 ventede den stærke russer Iones Chepulis, der på sin vej til finalen havde stoppet alle sine modstandere. Foremans slagkraft var dog for meget for russeren, der blev stoppet i 2. omgang.
Kort forinden Foremans finalesejr havde to amerikanske afro-amerikanere (sprinterne Tommie Smith og John Carlos) givet ”black power hilsen” under medaljeceremonien i en åbenlys protest mod det amerikanske establishment, hvilket havde udløst betydelig mediebevågenhed, og førtidig hjemsendelse fra legene. Foreman vakte tilsvarende opmærksomhed, da han efter at have stoppet sin finalemodstander i kontrast til Smiths og Carlos’ protesthilsen svingede et lille amerikansk flag i ringen. Episoden blev senere skarpt kritiseret af Muhammad Ali i dennes biografi My Own Story: The Greatest. Foreman har dog altid afvist, at handlingen var politisk .
Efter at have vundet olympisk guld opgav George Foreman amatørkarrieren for at blive professionel.

## Professionel karriere – Del 1
Georges Foreman debuterede som professionel den 23. juni 1969, da han i Madison Square Garden i New York stoppede Don Waldheim i 3. omgang. Han vandt de første 7 kampe før tid, herunder over den rutinerede Chuck Wepner, der senere i sin karriere skulle blive en af de få boksere der scorede et knockdown på Muhammad Ali.
Efter 27 sejre i træk, hvoraf kun 3 gik tiden ud, fik Foreman chancen for sin første professionelle titel, da han 10. maj 1971 blev matchet mod argentineren Gregorio Manuel Peralta i en kamp om det Nord-amerikanske mesterskab (NABF). Peralta var en af de få boksere, der tidligere havde gået tiden ud mod Foreman, og havde året forinden været den eneste bokser, der havde været i stand til at presse Foremann i en kamp. Peralta havde 96 kampe med kun 6 nederlag, og var således ganske rutineret for den kun 20-årige Foreman. Foreman vandt dog igen over Peralta, der blev stoppet i 10. omgang efter at have leveret en modig indsats mod Foreman.
Foreman boksede herefter en række kampe mod mindre stærke boksere, som alle blev slået ud. Han have opnået en rekordliste som ubesejret i 37 kampe med 34 knockouts, da han den 22. januar 1973 blev matchet mod daværende verdensmester Joe Frazier om verdensmesterskabet i sværvægt. Frazier var selv ubesejret med stribevis af knockouts (29-0, 25 KO), havde vundet guld ved OL i Tokyo, og havde tidligere besejret Muhammad Ali i Århundredets kamp. Interessen for kampen var stor, og et publikum på 36.000 tilskuere var på pladserne, da Foreman entrede ringen mod Frazier på nationalstadionet i Kingston, Jamaica. Frazier var før kampen storfavorit med odds 3-1 på en sejr til Frazier, og de fleste vurderede, at Foreman var for primitiv en bokser til for alvor at volde Frazier problemer.
Kampen mellem Foreman og Frazier står fortsat som en af de legendariske sværvægtskampe. Foreman chokerede verden ved ikke alene at besejre Joe Frazier, men ved fuldstændig at knuse Frazier. Frazier blev sendt i gulvet 6 gange, inden kamplederen stoppede kampen efter det tredje knockdown i 2. omgang. Kampens status som ikon i sværvægtsklassen blev ikke mindre af den amerikanske TV-kommentator Howard Cosell’s gentagne udbrud under reportagen: ”Down goes Frazier!”.
Foremans overvældende sejr gjorde ham til en af de mest frygtede boksere, og Foreman lagde yderligere til sit ry, da han i sit første titelforsvar senere på året knuste Jose "King" Roman, der blev stoppet i 1. omgang. Foreman var herefter klar til sin næste store test, da han blev matchet mod Ken Norton, der året forinden havde besejret Muhammad Ali og tillige brækket dennes kæbe. Kampen mod Norton blev afviklet den 26. marts 1974 i Caracas, Venezuela. Foreman fulgte samme taktik som i kampen mod Frazier, og angreb straks fra start, og også Ken Norton måtte sande, at Foreman var en af de mest hårdtslående sværvægtsmestre nogensinde, da han blev slået ned tre gange på halvanden omgang.
George Foremans præstationer i 1973 indbragte ham hæder som Årets Bokser, kåret af boksemagasinet Ring Magazine.

## Professionel karriere – Del 2 – The Rumble in the Jungle
Efter kampen mod Norton var der lagt op til et opgør mod den tidligere verdensmester Muhammad Ali. Kampen fandt sted i Kinshasa i det nuværende Congo (dengang Zaïre), og blev benævnt ”The Rumble in the Jungle”. Interessen for kampen var enorm. Ali havde forinden fået kneben revanche for sine nederlag mod Frazier og Norton, men da Foreman havde knust de samme boksere i sine titelkampe, var Foreman massiv favorit, 4-1, i opgøret mod Ali. Ali var 32 år, og var af de fleste anset som værende fortid, og bestemt ikke en bokser, der kunne true den 7 år yngre Foreman.
Rammerne om kampen var ganske ekstraordinære. Matchen blev arrangeret af Don King, der arrangerede sin første professionelle boksekamp. Begge boksere fik et rekordstort vederlag for kampen, idet hver bokser modtog 5 millioner dollars, hvilket langt oversteg de 5 millioner, som Frazier og Ali delte få år forinden i ”århundredes match”. Kampen blev den første VM-kamp i sværvægt nogensinde arrangeret i Afrika, og Zaïres daværende præsident Mobuto Sésé Seko spillede en fremtrædende rolle i forbindelse med arrangementet. Arrangementet trak omkring 60.000 tilskuere og tiltrak sig massiv interesse også langt uden for boksesporten.
Kampen var oprindeligt planlagt til afholdelse i september, men Foreman blev skadet under træningen, og kampen blev udsat til den 30. oktober 1974.
Da kampen begyndte, angreb Foreman i sin sædvanlige stil, men Ali overraskede ved aggressivt at angribe Foreman, der havde været vant til at modstanderne normalt prøvede at holde sig på afstand. Foreman lod sig imidlertid ikke presse, og fik i slutningen af 1. omgang presset Ali i defensiven. Ali skiftede fra 2. omgang taktik, og lod sig presse ud i torvene, hvor Foreman hamrede slag ind mod Ali, der dog fik blokeret det meste med dobbeltparader, ligesom Ali havde succes med hurtige kontraangreb. Foreman var ikke forberedt på Alis taktik, og efter 4-5 omgange var Foreman tydeligt forvirret over kampens udvikling, ligesom Foremans vedvarende slagserier i Alis dobbeltparader havde tappet ham for kræfter. I 8. omgang åbnede Ali op for en kort slagserie, der blev afsluttet med en hård højre på Foremans kæbe. Foreman gik ned og blev talt ud.
Kampens afslutning var kontroversiel, da Foreman tydeligvis er oppe på ni, men alligevel talte kampleder Zach Clayton Foreman ud. Foreman var dog bagud på point, da han blev stoppet.
Kampen står fortsat som en af de største sværvægtskampe gennem tiderne.
I 1997 udkom dokumentarfilmen When We Were Kings om kampen mellem Foreman og Ali. Filmen anses af mange som en af de bedste dokumentarfilm om boksning, og har vundet en stribe priser, herunder en Oscar for bedste dokumentar. Foreman deltog sammen med Ali i Oscar-uddelingen.

## Professionel karriere – Del 3
Nederlaget til Ali tog hårdt på Foreman, der holdt en pause fra boksningen, indtil han i 1975 vendte tilbage i en bizar forestilling, hvor han i Toronto mødte 5 boksere på én aften. Modstanderne var alle af tvivlsom kvalitet, og kampene regnes ikke for officielle kampe. Mest bemærkelsesværdigt ved arrangementet var, at Muhammad Ali var med-kommentator for amerikansk TV, og benyttede lejligheden til at stjæle showet fra ringside ved højlydt at nedgøre Foreman og heppe på Foremans modstandere, indtil de blev slået ud. Udover det officielle program bød arrangementet også på håndgemæng mellem Foreman og modstandernes sekundanter og en regulær slåskamp mellem Foreman og en af de besejrede boksere.
Første officielle kamp efter nederlaget til Ali blev afviklet knap halvandet år senere, da Foreman den 24. januar 1976 mødte Ron Lyle i en kamp om det ledige NABF-mesterskab. Hverken Foreman eller Lyle bekymrede sig om parader, og begge boksere var i gulvet 2 gange hver, inden Foreman i 5. omgang fik stoppet Lyle. Kampen blev af boksetidsskriftet Ring Magazine kåret som årets kamp i 1976. Foreman mødte herefter Frazier i en returkamp, og viste noget af sin gamle klasse, da han stoppede Frazier i 5. omgang. Foreman blev igen kåret som Årets Bokser af The Ring for sine præstationer i 1976.
Foreman jagtede en returkamp mod Ali, men havde ikke held med at få returkampen. I stedet mødte han et par boksere uden de store resultater, inden han den 17. marts 1977 mødte Jimmy Young i San Juan, Puerto Rico. Jimmy Young havde året inden bokset 15 omgange mod Ali i en kamp, som mange mente Young havde vundet på trods af, at Young havde brugt mere tid på at løbe væk fra Ali end at bokse, men Foreman var på trods heraf massiv favorit til at besejre Young. Young viste mere mod end i kampen mod Ali, og Foreman led sit kun andet nederlag i karrieren, da han tabte på point efter 12 hårde omgange, hvor Foreman havde været nede i sidste omgang. Kampen blev af Ring Magazine kåret som årets kamp i 1977.
Efter kampen kollapsede Foreman i omklædningsrummet, og han fik efter eget udsagn en ”religiøs oplevelse”, der medførte, at Foreman opgav boksekarrieren. Han blev i stedet stærkt religiøs, blev ordineret præst, og startede sin egen menighed, ”The Church of Lord Jesus Christ”, i Texas.
George Foreman opnåede 45 (42 KO) kampe med kun to nederlag inden han som 28-årig boksede sin sidste kamp.

## Professionel karriere – Del 4 – Comeback
Efter at have været borte fra ringen i 10 år, gjorde George Foreman et af boksesportens mere spektakulære comebacks, da han den 9. marts 1987 i en alder af 38 år besejrede Steve Zouski. I sine velmagtsdage lå Foremans kampvægt på 220-230 pund, men i sit comeback var han oppe på 267 pund, og de færreste tog Foremans comeback seriøst. Ikke desto mindre fulgte medierne med stor interesse Foremans nye karriere.
I den første del af sin karriere havde publikum ofte været mod Foreman, der ofte optrådte mut og indelukket, men livet som prædikant, og alderen, havde gjort Foreman til en venlig og stortalende personlighed, og Foreman fik nu al den sympati, der ikke tidligere var blevet ham til del.
Foreman fik sin kampvægt ned på omkring 240-245 og vandt en stribe kampe, og viste i disse kampe en boksemæssig fremgang. Foreman havde aldrig været en hurtig bokser, men slagkraften var i behold, og der var stadig snert i Foremans venstre jab, og efter 19 sejre i træk med 18 knockouts blev Foreman den 15. januar 1990 i en alder af 41 år matchet mod den 7 år yngre Gerry Cooney, der i 30 kampe kun havde tabt til Larry Holmes og Michael Spinks, begge gange om VM-titlen. Foreman fik for alvor vist, at hans comeback var seriøst ment, da han uden problemer stoppede Cooney i 2. omgang af kampen.
Den 19. april 1991 fik Foreman endelig den VM-kamp han havde drømt om i 17 år efter nederlaget til Ali i Zaïre, da han som udfordrer mødte Evander Holyfield om titlen i sværvægt (WBA, WBC og IBF). Foreman var 42, og måtte konstatere at årene trods alt ikke var gået ubemærket hen. På trods heraf leverede Foreman en stor præstation, da han gik tiden ud med Holyfield, der dog vandt klart på point.
Nederlaget fik dog ikke Foreman til at opgive boksekarrieren, og efter yderligere et par sejre, fik Foreman igen chancen for at genvinde en VM-titel, da han den 7. juni 1993 nu i en alder af 44 år mødte den 20 år yngre Tommy Morrison om den ledige titel i WBO-regi. Igen måtte Foreman se drømmen briste, da han klart blev besejret på point.
Foreman gav dog ikke op, og 20 år efter nederlaget i Zaïre prøvede Foreman for tredje gang at genvinde VM-titlen, da han den 5. november 1994 mødte verdensmesteren Michael Moorer, der kort forinden havde besejret Holyfield i en kamp om WBA og IBF mesterskabet. 3. gang blev lykkens gang for Foreman, der blev den ældste verdensmester i sværvægt nogensinde, da han som 45-årig stoppede Moorer i 10. runde.
WBA beordrede kort efter Foreman til at forsvare titlen mod Tony Tucker, og da Foreman i stedet skrev kontrakt med tyskeren Axel Schultz, fratog WBA Foreman VM-titlen. Foreman var dog fortsat anerkendt af IBF. I VM-kampen (IBF-regi) mod Schultz 22. april 1995 vandt Foreman på point, idet én dommer dog scorede kampen uafgjort. Kampen mod Schultz var tillige anerkendt af det lille bokseforbund WBU. Efter kampen beordrede IBF en returmatch mod Schultz, og da Foreman i stedet skrev kontrakt med Crawford Grimsley, blev Foreman frataget titlen af IBF.
Foreman forsvarede sin WBU-titel mod den ubesejrede Grimsley med en pointsejr. VM-kampen var tillige anerkendt som omfattende den ledige VM-titel af det lille forbund IBA. Foreman satte herefter WBU-titlen på spil mod den ubesejrede Lou Savarese (36-0), og vandt med dommerstemmerne 2-1. Foreman var på det tidspunkt 48 år.
Foreman boksede herefter mod Shannon Briggs den 22. november 1997 kort før sin 49-års fødselsdag i en match i Atlantic City. På trods af, at hovedparten af publikum mente, at Foreman havde vundet kampen komfortabelt, gik afgørelsen Foreman imod med dommerstemmerne 1-2. Foreman opgav herefter karrieren.
Foremans karriere spændte over mere end 29 år. Han opnåede 81 kampe, hvoraf de 76 blev vundet (68 før tid) og 5 tabt. Kun Muhammad Ali formåede at stoppede Foreman før tid.

## Diverse
George Foreman fik 5 sønner, som alle hedder George. Datteren Freeda havde en kort karriere som professionel bokser.
Udover boksekarrieren og sit religiøse arbejde opnåede George Foreman stor succes som forretningsmand med produktet ”Lean Mean Grilling Machine”.